# Juan Adriansens
Juan Adriansens Menocal (La Habana, 3 de abril de 1936-Madrid, 7 de agosto de 2021) fue un pintor, comentarista mediático y escritor español.

## Biografía
Hijo de Juan Manuel Adriaensens y García-Vidal, diplomático español, y la cubana Silvia Menocal Valdés-Faulí, sobrina del que fue presidente de Cuba, Mario García Menocal. 
Vivió durante su infancia y juventud en Estados Unidos, Bélgica, Holanda, Francia, Uruguay y Jordania. Se instala definitivamente en Madrid en el año 1954, se licencia en Derecho y comienza estudios en la Escuela de Bellas Artes de San Fernando. 
En 1987, la Academia Española de Bellas Artes de Roma le dedica una retrospectiva, siendo el primer artista español que en vida goza de tal reconocimiento. 
Tras la promulgación de la ley por la que se modificaba el Código Civil en materia de derecho a contraer matrimonio que puso fin a la discriminación hacia las parejas homosexuales, Juan Adriansens se casó con el que había sido su pareja durante cuarenta años.

## Carrera mediática
En 1991, la periodista gallega Julia Otero inicia las emisiones de su programa La Radio de Julia en Onda Cero. Durante la emisión de un programa acerca del estallido de la guerra del Golfo, Juan Adriansens realiza una llamada para rebatir al antropólogo Manuel Delgado Ruiz; dicha intervención gustó tanto a la periodista que decidió contratarle. Tras su trabajo en dicho programa participó en muchos otros de radio y televisión, entre los cuales están Moros y Cristianos, Crónicas Marcianas con Javier Sardá y Día a Día con María Teresa Campos.

## Obra literaria
Los siguientes títulos han sido publicados:

### Poesía
- Catedrales de Castilla y León. Sonetos, 1995. Quirón Ed.

### Prosa
- La seducción. Historia de la vida privada de occidente, 2000. Ed. Martínez Roca SA Ediciones.
- Adúlteras, 2001. Ed. Martínez Roca SA Ediciones.
- La vida extrema, 2006. Ed. Martínez Roca SA Ediciones.
- Los silencios del mármol, 2010. Ed. SUMA

### Prólogos
- Historia del Porta-Paz de Ciudad Real, 1999. Ed. Iniciativas SA Ediciones.

### Colaboraciones editoriales
- Fotografía en Ciudad Real. Eduardo Matos(1904-1995), 1998. Ed. Biblioteca de Autores Manchegos.
- Alfonso XIII, visto por su hijo. Conversaciones con Su Alteza Real Don Leandro Alfonso de Borbón Ruiz Autria, Infante de España, 2007. Ed. Martínez Roca SA Ediciones.